# Gerald B. H. Solomon

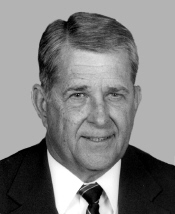
Gerald B. H. Solomon

Gerald Brooks Hunt Solomon (* 14. August 1930 in Okeechobee, Florida; † 26. Oktober 2001 in Glen Falls, New York) war ein US-amerikanischer Politiker. Zwischen 1979 und 1999 vertrat er den Bundesstaat New York im US-Repräsentantenhaus.

## Werdegang
Gerald Brooks Hunt Solomon besuchte öffentliche Schulen in Delmar. Zwischen 1949 und 1950 ging er dann auf das Siena College in Albany. 1951 trat er in das United States Marine Corps, wo er bis 1952 diente. Dann besuchte er zwischen 1953 und 1954 die St. Lawrence University in Canton. Solomon war Geschäftsführer. Er bekleidete den Posten als Town Supervisor in Queensbury. Zwischen 1968 und 1972 war er Teil der Legislative vom Warren County. Er saß zwischen 1973 und 1978 in der New York State Assembly. Politisch gehörte er der Republikanischen Partei an. 1976 nahm er als Delegierter an der Republican National Convention in Kansas City teil.
Bei den Kongresswahlen des Jahres 1978 für den 96. Kongress wurde Solomon im 29. Wahlbezirk von New York in das US-Repräsentantenhaus in Washington, D.C. gewählt, wo er am 4. Januar 1979 die Nachfolge von Edward W. Pattison antrat. Er wurde einmal wiedergewählt. 1982 kandidierte er im 24. Wahlbezirk von New York für den 98. Kongress. Nach einer erfolgreichen Wahl trat er am 4. Januar 1983 die Nachfolge von Richard Ottinger an. Er wurde viermal in Folge wiedergewählt. Bei den Kongresswahlen des Jahres 1992 wurde er im 22. Wahlbezirk von New York in den 103. Kongress gewählt, wo er am 4. Januar 1993 die Nachfolge von Benjamin A. Gilman antrat. Er wurde zweimal in Folge wiedergewählt. Da er auf eine erneute Kandidatur 1998 verzichtete, schied er nach dem 3. Januar 1999 aus dem Kongress aus. Während der letzten zwei Amtsperioden hatte er den Vorsitz über das Committee on Rules.
Er verstarb am 26. Oktober 2001 in Glen Falls und wurde dann auf dem Saratoga National Cemetery in Schuylerville beigesetzt.